# Barwice
Barwice là một thị trấn thuộc huyện Szczecinecki, tỉnh Zachodniopomorskie ở tây-bắc Ba Lan. Thị trấn có diện tích 8 km². Đến ngày 1 tháng 1 năm 2011, dân số của thị trấn là 3713 người và mật độ 495 người/km².